# 软罐头
软罐头或軟性罐頭（英語：retort pouch）是一种以金属和塑料层压所成的软性膜制成的罐裝食品。制作时先把食物装进这种袋子，然后真空密封，再使用高压锅进行灭菌，相当于将金属罐头换成了软包。这种材料的另一种用法是无菌灌装，将包装袋和食物分别灭菌，然后灌入封口；这样用法严格来说不属于罐头，但较难区分，一般一概论。
软罐头可以水浴加热，因此可以直接包含加热即食的菜肴。这类菜肴有叫做調理包、家庭取代餐、餐包、商務簡餐等，根據台灣同業與速食業內消費者的共識，目前尚無統一且公眾認可的通用名稱。
软罐头也经常用于太空食品。

## 歷史
調理包的發明，源自美國國防部下轄的作戰能力發展司令部、紐西蘭企業雷諾集團控股公司Reynolds Group Holdings以及美國企業Continental Flexible Packaging，三個單位共同於1978年獲得非營利組織，食品科技機構IFT（美國食品科學技術學會）的食品工業成就獎的肯定。這項產品最初的目標是用於美國軍用攜帶食糧的容器，因為罐頭的重量以及空罐處理的問題。隨後在阿波羅計畫中被應用在太空人食品的包裝，進而受到眾多食品製造商的關注。但當時，美國一般家庭普遍備有冰箱，冷凍食品更加普及，另外，調理包的封口所需要使用的接著劑，無法得到食品藥品監督管理局的認可也是原因之一，為此調理包並未流行開來。
另一方面，由於在日本，冰箱相對較晚普及，調理包成為除了罐頭以外，還能以常溫狀態流通並保存的全新加工食品而備受期待。1968年2月，日本的大塚食品工業公司開發出世界最早的，一般大眾市場取向的調理包食品，在限定區域內販售，並於翌年4月改良包裝後販售到日本全國。當時以「3分鐘的加熱後就能立刻食用」的標語，以保存和簡便為主軸，作為速食食品的一種而逐步普及開來。

## 進一步閱讀
- Yam, K. L., "Encyclopedia of Packaging Technology", John Wiley & Sons, 2009, ISBN 978-0-470-08704-6